# Quelli belli come noi
Quelli belli come noi è un brano musicale con parole del trio Terzoli-Vaime-Verde e musica di Bruno Canfora, cantato dalle gemelle Kessler e usato come sigla iniziale di Canzonissima 1969.

## Descrizione

### Genesi
(Parte dedicata a Raimondo Vianello)
Il brano, allegro e spensierato come era tipico delle sigle di Canzonissima, spettacolo abbinato alla Lotteria Italia – un tempo denominata, impropriamente, "Lotteria di Capodanno" –, era inciso nel 1969 per l'etichetta Carosello. Ed era utilizzato come sigla iniziale dell'edizione 1969, di quel varietà televisivo, presentata dalle gemelle Kessler con Raimondo Vianello e Johnny Dorelli. Anche quest'ultimo l'ha interpretato, a sua volta, nello stesso anno.
L'edizione di quell'anno fu aspramente contestata da subire alcune interrogazioni Parlamentari, a causa dei costi di produzione elevatissimi che già, dalla seconda puntata, fecero molto discutere il pubblico che non aveva apprezzato gli sfarzi eccessivi e i compensi, definiti troppo elevati che le stesse gemelle Alice ed Ellen percepirono. Per questi, come per altri motivi, pur essendo molto ascoltato radiofonicamente, il brano non ottenne il successo sperato e non entrò nemmeno in classifica, contrariamente agli altri brani precedentemente incisi dalle Kessler che, invece, scalarono le classifiche vendendo migliaia di copie.
L'anno dopo, pochi mesi dopo la fine del programma, la canzone ha dato il titolo al film Quelli belli... siamo noi diretto da Giorgio Mariuzzo.

### Coreografie e musicisti
Le coreografie del balletto che accompagnava la sigla erano di Jack Bunch, che curava anche quelle di tutti gli altri balletti che le Kessler effettuavano in quell'edizione di Canzonissima.
La direzione orchestrale era curata dal Mº Bruno Canfora con il coro "I Cantori Moderni di Alessandroni".

## Cover
Altre versioni del brano furono incise da Carmen Villani, Rita Pavone e, lo stesso presentatore, Johnny Dorelli. 
Nel 2001 la canzone venne usata anche come sigla del programma estivo di Canale 5 Facce da quiz, nell'interpretazione di Gigi Sabani (conduttore del game show) e di tutto il cast.
L'anno seguente, avrebbe dovuto essere utilizzata come sigla finale di Bravo Bravissimo Festival nell'interpretazione di tutto il cast dei piccoli partecipanti, ma la scelta cadde su Noi stiamo insieme.

### Fonti
1. 1 2 3  Le prime due, come lato A dei singoli Quelli belli come noi/Questa sinfonia (C. Villani) e Quelli belli come noi/Dimmi ciao bambino (R. Pavone), lui come lato B di Domani che farai (lato A: sigla finale).
2. ↑   Le sigle di Canzonissima playlist, su Canzone Italiana. URL consultato il 5 febbraio 2025.
3. 1 2   Giovanna Gra, Canzonissima... un tempo, su Rai. URL consultato il 5 febbraio 2024.
4. ↑  Perché, come si sa, la serata finale veniva trasmessa il 6 gennaio e non il 1º dell'anno.
5. ↑   QUELLI BELLI COME NOI, su Discografia Nazionale della Canzone Italiana. URL consultato il 5 febbraio 2024.
6. ↑  Secondo spin-off di Bravo Bravissimo (1991-2001), dopo il pomeridiano Bravo Bravissimo Club (2001-2002).
7. ↑  Versione in italiano di We Go Together, dal musical Grease (1971) scritto e composto dal duo Jacobs-Casey.

### Annotazioni
1. ↑  Marito di Sandra Mondaini.
2. ↑  Subentrato a Gino Landi.